# Massacre pour un fauve
Pour plus de détails, voir Fiche technique et Distribution.
Massacre pour un fauve  (Rampage) est un film américain réalisé par Phil Karlson, sorti en 1963.

## Synopsis
Otto, un homme mûr fortuné, est un chasseur émérite amateur de trophées. Il vit avec une très jeune femme, Anna, qu'il a sauvée, adolescente, de la misère. Il veut absolument capturer une panthère insaisissable dans la jungle malaise ; il s'adjoint les services d'un trappeur américain, Harry, qui travaille pour les zoos. Très vite, une rivalité s'installe entre les deux hommes, attisée par la présence d'Anna. Au cours d'incidents de chasse, Harry se montre supérieur à Otto qui est blessé deux fois. Harry capture la panthère et la ramène en bateau en Europe. Harry se venge en libérant le félin ; celui-ci attaque Harry en vain puis s'échappe et erre sur les toits où Anna, Harry et Otto se retrouvent et s'affrontent. Otto est tué par le fauve, Anna et Harry se marient.

## Fiche technique
- Titre : Massacre pour un fauve
- Titre original : Rampage
- Réalisation : Phil Karlson, assisté de Richard Talmadge
- Scénario : Marguerite Roberts Robert Holt Jerome Bixby d'après le roman de Alan Caillou
- Production : William Fadiman pour Warner Bros
- Musique : Elmer Bernstein
- Montage : Gene Milford
- Pays d'origine : États-Unis
- Langue : anglais
- Format : Couleurs
- Genre : Film d'aventures
- Durée : 98 minutes
- Date de sortie : 1963
- Affiche : Jean Mascii (France)

## Distribution
- Robert Mitchum : Harry Stanton
- Jack Hawkins : Otto Abot
- Elsa Martinelli : Anna
- Sabu Dastagir : Talib
- Émile Genest : Schelling
- Stefan Schnabel : Chef Sakai
- David Cadiente : Baka
- Cely Carillo : Chep